# 多和田葉子
多和田葉子（日语：／ Tawada Yōko，1960年3月23日—）是一位旅居德國的日本小說家、詩人。日、德雙語創作者。紫綬褒章表彰。前麻省理工學院、史丹佛大學駐校作家。
多和田獲得了許多文學獎，包括日本的芥川獎、谷崎潤一郎獎、野間文藝獎、泉鏡花文學獎、群像新人文學獎，德國的歌德獎章、克萊斯特獎和美國國家圖書獎。

## 生平

### 早年生活與教育
多和田葉子出生於東京都中野區，是翻譯家暨書商多和田榮治（日语：／ Tawada Eiji）之女。她在東京都國立市度過童年，從東京都立立川高等學校畢業後進入早稻田大學（早大）第一文學部。1979年，19歲的多和田乘坐西伯利亞鐵路訪問德國。1982 年，她獲得早大文學士學位（主修俄羅斯文學），大學畢業後搬到德國漢堡，與父親的一位商業夥伴一起從事圖書發行工作。她後來離職前往漢堡大學進修，並於1990年獲得德國當代文學碩士學位。
2000年，多和田在瑞士蘇黎世大學獲得德國文學博士學位，指導教授為西格麗德·韋格爾。同年她也獲得德國永住權。
2006年，多和田搬到了德國柏林定居至今。

### 創作生涯

#### 20世紀
1987年，多和田葉子以德日雙語版詩集《Nur da wo du bist da ist nichts—Anata no iru tokoro dake nani mo nai》正式出道。1991年，多和田以《失蹤的高跟鞋》（『かかとを失くして』）獲得第34回群像新人文學獎。
1993 年，多和田憑藉中篇小說以《入贅的狗女婿》（『犬婿入り』）獲得芥川獎，同年，該小說與『かかとを失くして』以及單卷《入贅的狗女婿》中的另一個故事一起出版。『アルファベットの傷口』於199 年以書本形式出版，多和田獲得了德國Lessing Prize Scholarship，首次獲得日本國外的重要認可。由瑪格麗特·三谷（Margaret Mitsutani）翻譯的小說集《入贅的狗女婿》的英文版於1998年出版，但未獲得商業成功。美國紐約新方向出版社於2012年重新發行了芥川獎獲獎中篇小說的三谷譯本，標題改為《新郎是一隻狗》（The Bridegroom Was a Dog） 。
多和田隨後又出版了幾部作品，包括1996年的《聖女傳說》（『聖女伝説』）和1998年的《二口男》（『ふたくちおとこ』）。這些書的部分內容由瑪格麗特·三谷翻譯成英文，並收錄在2009年出版的《面向橋樑》（Facing the Bridge）一書中。多和田於1996年獲得阿德爾伯特·馮·查米索獎，這是一項針對非德語母語人士的德國文學獎。1997 年，她成為美國洛杉磯極光別墅的進駐作家，1999年，她在麻省理工學院擔任馬克斯·卡德基金會（Max Kade Foundation）傑出駐校作家。
2000年，多和田以《雛菊茶》（『ヒナギクのお茶の場合』）一書獲得泉鏡花文學獎與伊藤整文學獎。2003年，以《嫌疑犯的夜車》（『容疑者の夜行列車』）獲得谷崎潤一郎獎 。

#### 21世紀
多和田在2004年的小說《Das nackte Auge》中採用了雙語寫作方式，先用德語寫作，然後用日語寫作，最後分別製作了德語和日語手稿。小說講述了一名越南女孩在德國參加青年會議時被綁架的故事。蘇珊·伯諾夫斯基的德文手稿翻譯自英文版，由新方向出版社於2009年在美國出版，書名定為《裸眼》(The Naked Eye)。2005年，多和田獲得了歌德學院頒發的享有盛譽的歌德獎章，以表彰非德國人對德國文化的傑出貢獻。2009年1月至2月，她擔任史丹佛大學文學、文化與語言系駐校作家。
2011年，受孤兒克努特故事的啟發，多和田寫了三個環環相扣的短篇故事，從三代圈養北極熊的角度探討人與動物之間的關係。與之前的作品一樣，她用日語和德語分別寫了手稿 。同年，此故事的日文版《雪的練習生》（『雪の練習生』）在日本出版。榮獲2011年野間文藝獎、2012年讀賣文學獎。2014年，德文版的《Etüden im Schnee》在德國出版。由蘇珊·伯諾夫斯基翻譯的《Etüden im Schnee》英文版於2016年由新方向出版社出版，英文書名定為《北極熊回憶錄》（Memoirs of a Polar Bear）。伯諾夫斯基因此榮獲首屆沃里克女性翻譯獎。
2013年，多和田憑藉日德雙語詩歌翻譯作品榮獲德國厄蘭格獎（Erlanger Prize） 。
2014 年，小說《獻燈使》（『献灯使』）在日本出版，這是一個近未來的反烏托邦故事，講述了曾祖父日漸強大而曾孫日漸衰弱的故事。由瑪格麗特·三谷翻譯的英文版於2018年由新方向出版社在美國出版，書名定為《The Emissary》。英國Portobello Books/Granta Books出版社出版時，書名被改為《The Last Children of Tokyo》。
2016 年，她獲得了克萊斯特獎；2018 年，她因對德語的貢獻而被授予卡爾·扎克梅爾獎章。同年，她憑藉由瑪格麗特·三谷翻譯的《獻燈使》獲得了首屆美國國家圖書獎翻譯文學獎。2022年，她的小說《在地球各角落發光發亮》（Scattered All Over the Earth，同樣由三谷翻譯）入圍美國國家圖書獎翻譯文學獎決選。
多和田的德文著作已有20冊以上、也翻譯成法文、英文、義大利文、中文。

## 作品風格
多和田用日語和德語寫作。研究她作品的學者們採用了她的獨創術語「exophony」來描述非母語寫作的情況。在她職業生涯的早期，多和田在翻譯的幫助下製作了她的日語手稿的德語版本，但後來她透過她稱之為「連續翻譯」的過程同時產生了每種語言的單獨手稿。隨著時間的推移，她的作品已經出現了分歧。比起用日語寫作，她在用德語寫作時更傾向創造更多的「新詞」.。
多和田的寫作突出了從外語母語者的角度，來看另一種語言或其中特定單字的陌生性。她的作品常使用意想不到的單字、字母和表意文字來引起人們對日常生活中翻譯需求的關注。她曾說過語言不是自然的，而是「人造的和神奇的」，並鼓勵她作品的譯者用自己語言中的新文字遊戲取代她手稿中的文字遊戲。
多和田作品的一個共同主題是文字與現實之間的關係，特別是語言差異可能導致無法同化不同文化的可能性。多和田曾建議以日語為母語的人，將德語和日語中的「鉛筆」理解為指兩種不同的物體，日語單字指的是熟悉的鉛筆，而德語單字指的是外國的鉛筆與「其他東西」。 然而，她的作品也挑戰了民族語言和民族主義之間的聯繫，特別是日本文化中的國語/國體關係。
多和田的故事經常涉及跨越國界的旅行。她的寫作借鑒了多和田自己在不同國家和文化之間旅行的經歷，但也探索了更抽象的界限，例如清醒生活和夢境之間的，在思想與情感之間的，或在災難前後的時間之間的界限。例如，她的短篇小說《Bioskoop der Nacht》中的主角用她不會說的語言做夢，必須前往另一個國家學習該語言並理解自己的夢。多和田的作品也運用了魔幻寫實的元素，例如《雪的練習生》中的動物和植物擬人化，挑戰其他熟悉的界限，如人類和動物之間的區別。《獻燈使》進一步探討了具有挑戰性的界限，其中小說所針對的災難「將人類與非人類機構重新聯繫起來，質疑『人類』這一專有概念的真正含義。多和田終止了他們與未來的聯繫，也終止了持續進步的資本主義神話」 。
多和田文學受到保羅·策蘭和弗朗茨·卡夫卡的重要影響。

## 獲獎
- 1991年 第34回群像新人文學獎（日语：群像新人文学賞）（『かかとを失くして』）[8]
- 1993年 第108回芥川龍之介獎（『犬婿入り』）[14]
- 1993年 德國 Lessing Prize Scholarship[15]
- 1996年 德國 阿德爾伯特·馮·查米索獎（英语：Adelbert von Chamisso Prize）[18]
- 2000年 第28回泉鏡花文学獎（『ヒナギクのお茶の場合』）[21]
- 2002年 第12回Bunkamura雙叟文學獎（日语：Bunkamuraドゥマゴ文学賞）（『球形時間』）
- 2003年 第14回伊藤整文学獎（『容疑者の夜行列車』）[23][22]
- 2003年 第38回谷崎潤一郎獎（『容疑者の夜行列車』）[24]
- 2005年 德國 歌德獎章[27]
- 2009年 第2回早稻田大学坪内逍遙大獎（日语：早稲田大学坪内逍遙大賞）
- 2011年 第21回紫式部文学獎（『尼僧とキューピッドの弓』）
- 2011年 第64回野間文藝獎（『雪の練習生』）[30]
- 2012年 第64回讀賣文学獎（『雲をつかむ話』）[31]
- 2013年 德國 厄蘭格獎[34]
- 2013年 藝術選獎（日语：芸術選奨）文部科學大臣獎（『雲をつかむ話』）
- 2016年 德國 克萊斯特獎（英语：Kleist Prize）[37]
- 2018年 德國 卡爾·扎克梅爾獎章（英语：Carl Zuckmayer Medal）[39]
- 2018年 國際交流基金獎（日语：国際交流基金賞）
- 2018年 美國國家圖書獎翻譯文學獎 （『献灯使』[62]）
- 2020年 2019年度朝日獎[63]
- 2020年 紫綬褒章[64][65]
- 2022年 英國倫敦大學亞非學院（SOAS）榮譽博士
- 2023年 每日出版文化獎（『太陽諸島』）
- 2023年 法國 弗拉戈納爾外國文學獎（Prix Fragonard de littérature étrangère）
- 2024年 日本藝術院獎（日语：日本芸術院賞）、恩賜獎 (日本藝術院)

## 著作
- 『あなたのいるところだけ何もない』Verlag Claudia Gehrke 1987
- 『三人関係』講談社 1992
- 『犬婿入り』講談社 1993 のち文庫
- 『アルファベットの傷口』河出書房新社 1993 「文字移植」と改題して文庫
- 『聖女伝説』太田出版 1996　のちちくま文庫
- 『ゴットハルト鉄道』講談社 1996  のち文芸文庫
- 『きつね月』新書館 1998
- 『飛魂』講談社 1998 のち文芸文庫
- 『ふたくちおとこ』河出書房新社 1998
- 『カタコトのうわごと』青土社 1999
- 『光とゼラチンのライプチッヒ』講談社 2000
- 『ヒナギクのお茶の場合』新潮社 2000
- 『変身のためのオピウム』講談社 2001
- 『球形時間』新潮社 2002
- 『容疑者の夜行列車』青土社 2002
- 『エクソフォニー 母語の外へ出る旅』岩波書店 2003　のち岩波現代文庫
- 『旅をする裸の眼』講談社 2004　のち文庫
- 『傘の死体とわたしの妻』思潮社 2006
- 『海に落とした名前』新潮社 2006
- 『アメリカ 非道の大陸』青土社 2006
- 『溶ける街透ける路』日本経済新聞社 2007
- 『ボルドーの義兄』講談社、2009
- 『尼僧とキューピッドの弓』講談社、2010　のち文庫
- 『雪の練習生』新潮社、2011
- 『捕云记』講談社、2012
- 『言葉と歩く日記』岩波新書、2013
- 『『ふと』と『思わず』』 明治書院、2013
- 『献灯使』講談社、2014
- 『百年の散歩』新潮社、2017年、のち文庫
- 『シュタイネ』青土社、2017年
- 『地球にちりばめられて』講談社、2018年
- 『穴あきエフの初恋祭り』文藝春秋、2018年
- 『星に仄めかされて』講談社、2020年

## 外語譯本
- Das Bad, Tübingen 1989
- Wo Europa anfängt, Tübingen 1991
- Die Kranichmaske, die bei Nacht strahlt，Tübingen: C. Gehrke, c1993
- Ein Gast，Tübingen : Konkursbuch Verlag C. Gehrke, 1993
- Talisman, Tübingen 1996
- Ein Gedicht für ein Buch，Fotos Stephan Köhler. Hamburg : Edizioni Clement-Tobias Lange, 1996
- The bridegroom was a dog（犬婿入り）英訳、マーガレット満谷 講談社インターナショナル、1998
- Verwandlungen 1999
- Spielzeug und Sprachmagie in der europäischen Literatur : eine ethnologische Poetologie, Tübingen : Konkursbuchverlag, 2000.
- Where Europe begins，Susan Bernofsky，Yumi Selden with a preface by Wim Wenders．New York : Published for James Laughlin by New  Directions Pub., 2002
- Das nackte Auge，Tübingen : Konkursbuchverlag, c2004.
- Was ändert der Regen an unserem Leben? oder ein Libretto， Tübingen : Konkursbuch, 2005.
- Sprachpolizei und Spielpolyglotte， Tübingen : Konkursbuch Verlag Claudia Gehrke, c2007.

## 音楽作品
- diagonal. 高瀬アキのピアノ即興演奏と多和田葉子の朗読の競演CD.
- 13 Yoko Tawada and Noto名義, 1999（坂本龍一やオピエイトといった著名なミュージシャンとの活動で知られるノイズミュージシャン、カールステン・ニコライが多和田葉子の日本語とドイツ語のポエトリーリーディング録音テープを材料の一つとして使って創作したもの。CD自体は個人レーベルから少量のみ生産され、現在では入手不可能に近い状態だが、音楽ファイルのダウンロードという形で海外サイトで購入できる。）

## 外部連結
- 公式サイト（页面存档备份，存于）